# Mont Rougemont
De Mont Rougemont is een van de 9 Montérégie-heuvels in de Canadese provincie Québec. De heuvel heeft een hoogte van 380 meter en beslaat een oppervlakte van 30 km². Er leven zo'n 200 verschillende diersoorten waarvan ongeveer 40 zeldzame. De heuvel ligt op het gebied van de plaatsen Rougemont, Saint-Jean-Baptiste en Saint-Damase, en wordt door ongeveer 300 mensen bewoond. De basis van de heuvel wordt vooral gebruikt voor boomgaarden; dichter bij de top liggen vooral bossen van esdoorns. Er wordt esdoornsiroop geproduceerd.